# Championnats d'Europe de patinage artistique 2011
Navigation
Édition précédente Édition suivante
Les championnats d'Europe de patinage artistique 2011 ont lieu du 24 au 30 janvier 2011 à la PostFinance Arena de Berne en Suisse. Dès le début de la compétition, les organisateurs ont dû laisser en libre service des couvertures de l'armée suisse aux spectateurs qui le souhaitaient en raison de la faible température qui régnait dans la patinoire. 

## Qualifications
Les patineurs sont éligibles à l'épreuve s'ils représentent une nation européenne membre de l'Union internationale de patinage (International Skating Union en anglais) et s'ils ont atteint l'âge de 15 ans avant le 1er juillet 2010 dans leur pays de naissance. La compétition correspondante pour les patineurs non européens est le championnat des Quatre Continents 2011. Les fédérations nationales sélectionnent leurs patineurs en fonction de leurs propres critères, mais l'Union internationale de patinage exige un score minimum d'éléments techniques (Technical Elements Score en anglais) lors d'une compétition internationale avant les championnats d'Europe.

### Score minimum d'éléments techniques
L'Union internationale de patinage stipule que les notes minimales doivent être obtenues lors d'une compétition internationale senior reconnue par elle-même au cours de la saison en cours ou précédente.
| Score minimum d'éléments techniques                                                         | Score minimum d'éléments techniques | Score minimum d'éléments techniques |
| Discipline                                                                                  | Programme court                     | Programme libre                     |
| Messieurs                                                                                   | 20.00                               | 35.00                               |
| Dames                                                                                       | 15.00                               | 25.00                               |
| Couples                                                                                     | 17.00                               | 30.00                               |
| Danse sur glace                                                                             | 17.00                               | 28.00                               |
| ------------------------------------------------------------------------------------------- | ----------------------------------- | ----------------------------------- |
| Les scores des programmes courts et libres peuvent être obtenus à différentes compétitions. |                                     |                                     |

### Nombre d'inscriptions par discipline
Sur la base des résultats des championnats d'Europe 2010, l'Union internationale de patinage autorise chaque pays à avoir de une à trois inscriptions par discipline.
| Entrées                                                           | Messieurs                                               | Dames                                 | Couples                                  | Danse sur glace                           |
| ----------------------------------------------------------------- | ------------------------------------------------------- | ------------------------------------- | ---------------------------------------- | ----------------------------------------- |
| 3                                                                 | France Suisse                                           | Finlande                              | Allemagne Russie                         | Italie Russie                             |
| 2                                                                 | Belgique Tchéquie Allemagne Italie Russie Espagne Suède | Estonie Géorgie Hongrie Russie Suisse | France Italie Suisse Ukraine Royaume-Uni | France Hongrie Israël Ukraine Royaume-Uni |
| Si non répertorié ci-dessus, une seule inscription est autorisée. |                                                         |                                       |                                          |                                           |

Certains patineurs ou couples ont dû concourir à des qualifications, tandis que d'autres ont reçu leur inscription directement pour le programme court. Si un pays a une inscription non directe, c'est le patineur ou le couple le moins bien classé au niveau mondial qui participe aux qualifications. Celles ci permettent uniquement de se qualifier pour les programmes courts ; les points obtenus lors des qualifications ne comptent pas pour le résultat final.

## Podiums

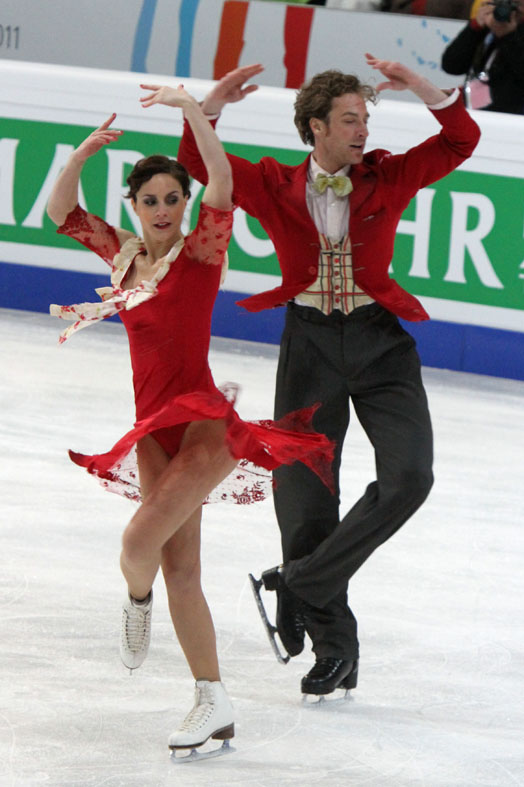
Nathalie Péchalat et Fabian Bourzat

| Épreuves                            | Or                                 | Argent                              | Bronze                        |
| ----------------------------------- | ---------------------------------- | ----------------------------------- | ----------------------------- |
| Messieurs résultats détaillés       | Florent Amodio                     | Brian Joubert                       | Tomáš Verner                  |
| Dames résultats détaillés           | Sarah Meier                        | Carolina Kostner                    | Kiira Korpi                   |
| Couples résultats détaillés         | Aljona Savchenko / Robin Szolkowy  | Yuko Kavaguti / Alexandre Smirnov   | Vera Bazarova / Yuri Larionov |
| Danse sur glace résultats détaillés | Nathalie Péchalat / Fabian Bourzat | Ekaterina Bobrova / Dmitri Soloviev | Sinead Kerr / John Kerr       |

## Tableau des médailles
| Rang  | Nation      | Or | Argent | Bronze | Total |
| ----- | ----------- | -- | ------ | ------ | ----- |
| 1     | France      | 2  | 1      | 0      | 3     |
| 2     | Allemagne   | 1  | 0      | 0      | 1     |
| 2     | Suisse      | 1  | 0      | 0      | 1     |
| 4     | Russie      | 0  | 2      | 1      | 3     |
| 5     | Italie      | 0  | 1      | 0      | 1     |
| 6     | Finlande    | 0  | 0      | 1      | 1     |
| 6     | Royaume-Uni | 0  | 0      | 1      | 1     |
| 6     | Tchéquie    | 0  | 0      | 1      | 1     |
| Total | Total       | 4  | 4      | 4      | 12    |

## Détails des compétitions

### Messieurs

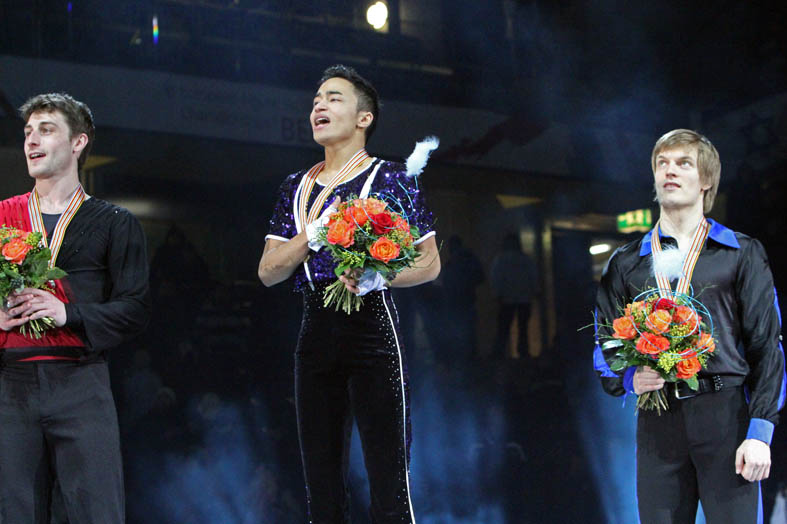
Podium des Messieurs

| Rang                                        | Nom                   | Pays               | Qualifications | Qualifications | Points | Programme court | Programme court | Programme libre | Programme libre |
| ------------------------------------------- | --------------------- | ------------------ | -------------- | -------------- | ------ | --------------- | --------------- | --------------- | --------------- |
| 1                                           | Florent Amodio        | France             |                |                | 226.86 | 1               | 78.11           | 3               | 148.75          |
| 2                                           | Brian Joubert         | France             |                |                | 223.01 | 7               | 70.44           | 1               | 152.57          |
| 3                                           | Tomáš Verner          | Tchéquie           |                |                | 222.60 | 5               | 72.91           | 2               | 149.69          |
| 4                                           | Kevin Van Der Perren  | Belgique           |                |                | 216.59 | 4               | 73.61           | 5               | 142.98          |
| 5                                           | Artur Gachinski       | Russie             |                |                | 216.07 | 3               | 73.76           | 6               | 142.31          |
| 6                                           | Samuel Contesti       | Italie             |                |                | 204.88 | 6               | 72.78           | 9               | 132.10          |
| 7                                           | Konstantin Menshov    | Russie             |                |                | 202.62 | 14              | 58.82           | 4               | 143.80          |
| 8                                           | Michal Březina        | Tchéquie           |                |                | 201.39 | 2               | 76.13           | 10              | 125.26          |
| 9                                           | Javier Fernández      | Espagne            |                |                | 199.65 | 11              | 60.48           | 7               | 139.17          |
| 10                                          | Alban Préaubert       | France             |                |                | 196.15 | 10              | 63.77           | 8               | 132.38          |
| 11                                          | Peter Liebers         | Allemagne          |                |                | 189.00 | 9               | 64.53           | 11              | 124.47          |
| 12                                          | Paolo Bacchini        | Italie             |                |                | 178.34 | 12              | 59.39           | 13              | 118.95          |
| 13                                          | Adrian Schultheiss    | Suède              |                |                | 178.19 | 15              | 58.36           | 12              | 119.83          |
| 14                                          | Kristoffer Berntsson  | Suède              |                |                | 172.58 | 8               | 66.62           | 21              | 105.96          |
| 15                                          | Anton Kovalevski      | Ukraine            |                |                | 169.33 | 19              | 53.47           | 14              | 115.86          |
| 16                                          | Jorik Hendrickx       | Belgique           | 1              | 118.46         | 168.39 | 13              | 59.14           | 19              | 109.25          |
| 17                                          | Kim Lucine            | Monaco             | 2              | 115.12         | 167.97 | 20              | 52.56           | 15              | 115.41          |
| 18                                          | Viktor Pfeifer        | Autriche           |                |                | 164.83 | 17              | 55.70           | 20              | 109.13          |
| 19                                          | Javier Raya           | Espagne            | 5              | 100.82         | 164.68 | 21              | 51.98           | 17              | 112.70          |
| 20                                          | Denis Wieczorek       | Allemagne          | 3              | 111.96         | 163.60 | 22              | 50.62           | 16              | 112.98          |
| 21                                          | Zoltán Kelemen        | Roumanie           | 4              | 106.57         | 160.50 | 23              | 50.38           | 18              | 110.12          |
| 22                                          | Laurent Alvarez       | Suisse             |                |                | 159.45 | 16              | 56.64           | 23              | 102.81          |
| 23                                          | Maxim Shipov          | Israël             | 8              | 98.84          | 158.28 | 18              | 53.99           | 22              | 104.29          |
| 24                                          | Stéphane Walker       | Suisse             | 10             | 95.51          | 137.64 | 24              | 49.74           | 24              | 87.90           |
| Patineurs éliminés après le programme court |                       |                    |                |                |        |                 |                 |                 |                 |
| 25                                          | Maciej Cieplucha      | Pologne            | 9              | 97.14          |        | 25              | 49.33           | NC              | NC              |
| 26                                          | Moris Pfeifhofer      | Suisse             | 6              | 100.73         |        | 26              | 46.93           | NC              | NC              |
| 27                                          | Ali Demirboga         | Turquie            | 11             | 92.58          |        | 27              | 42.09           | NC              | NC              |
| 28                                          | Justus Strid          | Danemark           | 7              | 100.42         |        | 28              | 41.84           | NC              | NC              |
| Patineurs éliminés après les qualifications |                       |                    |                |                |        |                 |                 |                 |                 |
| 29                                          | David Richardson      | Royaume-Uni        | 12             | 91.59          |        | NC              | NC              | NC              | NC              |
| 30                                          | Tigran Vardanjan      | Hongrie            | 13             | 89.59          |        | NC              | NC              | NC              | NC              |
| 31                                          | Damjan Ostojič        | Bosnie-Herzégovine | 14             | 85.58          |        | NC              | NC              | NC              | NC              |
| 32                                          | Jakub Strobl          | Slovaquie          | 15             | 83.21          |        | NC              | NC              | NC              | NC              |
| 33                                          | Valtter Virtanen      | Finlande           | 16             | 79.90          |        | NC              | NC              | NC              | NC              |
| 34                                          | Saulius Ambrulevičius | Lituanie           | 17             | 76.40          |        | NC              | NC              | NC              | NC              |
| 35                                          | Mikhail Karaliuk      | Biélorussie        | 18             | 71.03          |        | NC              | NC              | NC              | NC              |
| 36                                          | Boyito Mulder         | Pays-Bas           | 19             | 70.25          |        | NC              | NC              | NC              | NC              |
| 37                                          | Georgi Kenchadze      | Bulgarie           | 20             | 68.46          |        | NC              | NC              | NC              | NC              |
| Forfait                                     | Viktor Romanenkov     | Estonie            | NC             | NC             |        | NC              | NC              | NC              | NC              |

### Dames

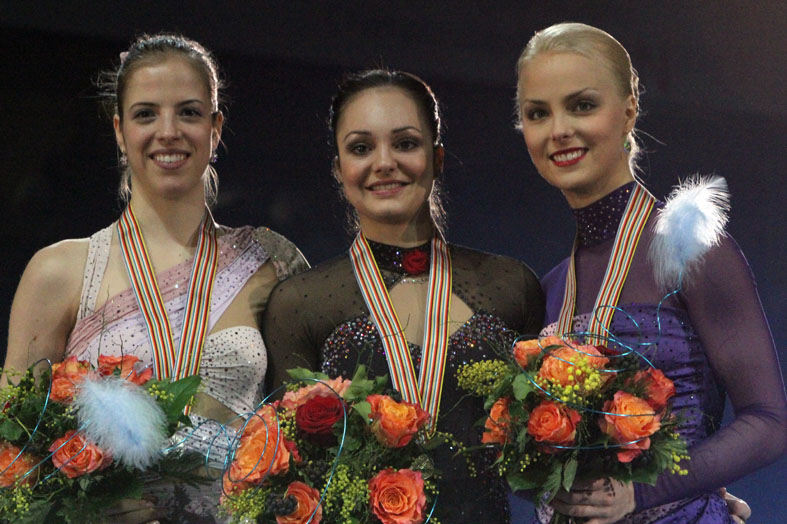
Podium des Dames

| Rang                                          | Nom                  | Pays        | Qualifications | Qualifications | Points | Programme court | Programme court | Programme libre | Programme libre |
| --------------------------------------------- | -------------------- | ----------- | -------------- | -------------- | ------ | --------------- | --------------- | --------------- | --------------- |
| 1                                             | Sarah Meier          | Suisse      |                |                | 170.60 | 3               | 58.56           | 2               | 112.04          |
| 2                                             | Carolina Kostner     | Italie      |                |                | 168.54 | 6               | 53.17           | 1               | 115.37          |
| 3                                             | Kiira Korpi          | Finlande    |                |                | 166.40 | 1               | 63.50           | 4               | 102.90          |
| 4                                             | Ksenia Makarova      | Russie      |                |                | 162.04 | 2               | 60.35           | 5               | 101.69          |
| 5                                             | Alena Leonova        | Russie      |                |                | 154.31 | 13              | 48.40           | 3               | 105.91          |
| 6                                             | Viktoria Helgesson   | Suède       |                |                | 151.66 | 4               | 54.70           | 7               | 96.96           |
| 7                                             | Ira Vannut           | Belgique    | 1              | 90.98          | 150.66 | 10              | 50.90           | 6               | 99.76           |
| 8                                             | Elene Gedevanishvili | Géorgie     |                |                | 147.96 | 5               | 53.68           | 8               | 94.28           |
| 9                                             | Maé Bérénice Méité   | France      | 2              | 87.10          | 138.74 | 7               | 51.61           | 10              | 87.13           |
| 10                                            | Valentina Marchei    | Italie      |                |                | 137.44 | 8               | 51.24           | 14              | 86.20           |
| 11                                            | Sarah Hecken         | Allemagne   |                |                | 137.43 | 9               | 51.12           | 12              | 86.31           |
| 12                                            | Sonia Lafuente       | Espagne     |                |                | 135.82 | 11              | 49.10           | 11              | 86.72           |
| 13                                            | Gerli Liinamäe       | Estonie     |                |                | 133.73 | 16              | 44.07           | 9               | 89.66           |
| 14                                            | Jenna McCorkell      | Royaume-Uni |                |                | 132.15 | 12              | 48.65           | 15              | 83.50           |
| 15                                            | Juulia Turkkila      | Finlande    |                |                | 131.38 | 14              | 45.17           | 13              | 86.21           |
| 16                                            | Romy Bühler          | Suisse      | 4              | 74.69          | 122.33 | 15              | 44.42           | 17              | 77.91           |
| 17                                            | Karina Johnson       | Danemark    | 6              | 69.34          | 121.63 | 24              | 38.30           | 16              | 83.33           |
| 18                                            | Svetlana Issakova    | Estonie     | 5              | 73.42          | 118.44 | 18              | 42.30           | 18              | 76.14           |
| 19                                            | Viktória Pavuk       | Hongrie     |                |                | 112.70 | 19              | 42.18           | 21              | 70.52           |
| 20                                            | Daša Grm             | Slovénie    |                |                | 112.54 | 21              | 38.97           | 20              | 73.57           |
| 21                                            | Alice Garlisi        | Italie      | 3              | 78.81          | 112.36 | 22              | 38.79           | 19              | 73.57           |
| 22                                            | Fleur Maxwell        | Luxembourg  | 9              | 65.29          | 110.59 | 17              | 43.64           | 24              | 66.95           |
| 23                                            | Hristina Vassileva   | Bulgarie    | 10             | 64.31          | 106.79 | 20              | 39.11           | 22              | 67.68           |
| 24                                            | Alexandra Kunova     | Slovaquie   |                |                | 105.86 | 23              | 38.67           | 23              | 67.19           |
| Patineuses éliminées après le programme court |                      |             |                |                |        |                 |                 |                 |                 |
| 25                                            | Anne Line Gjersem    | Norvège     | 7              | 67.38          |        | 25              | 34.66           | NC              | NC              |
| 26                                            | Irina Movchan        | Ukraine     |                |                |        | 26              | 31.43           | NC              | NC              |
| 27                                            | Clara Peters         | Irlande     | 8              | 65.70          |        | 27              | 30.91           | NC              | NC              |
| 28                                            | Birce Atabey         | Turquie     |                |                |        | 28              | 30.50           | NC              | NC              |
| Patineuses éliminées après les qualifications |                      |             |                |                |        |                 |                 |                 |                 |
| 29                                            | Belinda Schönberger  | Autriche    | 11             | 63.95          |        | NC              | NC              | NC              | NC              |
| 30                                            | Nastassia Hrybko     | Biélorussie | 12             | 63.81          |        | NC              | NC              | NC              | NC              |
| 31                                            | Martina Boček        | Tchéquie    | 13             | 61.67          |        | NC              | NC              | NC              | NC              |
| 32                                            | Cecilia Törn         | Finlande    | 14             | 60.54          |        | NC              | NC              | NC              | NC              |
| 33                                            | Marina Seeh          | Serbie      | 15             | 58.30          |        | NC              | NC              | NC              | NC              |
| 34                                            | Katherine Hadford    | Hongrie     | 16             | 57.51          |        | NC              | NC              | NC              | NC              |
| 35                                            | Georgia Glastris     | Grèce       | 17             | 57.37          |        | NC              | NC              | NC              | NC              |
| 36                                            | Sabina Măriuţă       | Roumanie    | 18             | 47.38          |        | NC              | NC              | NC              | NC              |
| 37                                            | Mirna Libric         | Croatie     | 19             | 45.91          |        | NC              | NC              | NC              | NC              |
| Forfait                                       | Manouk Gijsman       | Pays-Bas    | NC             | NC             |        | NC              | NC              | NC              | NC              |

### Couples

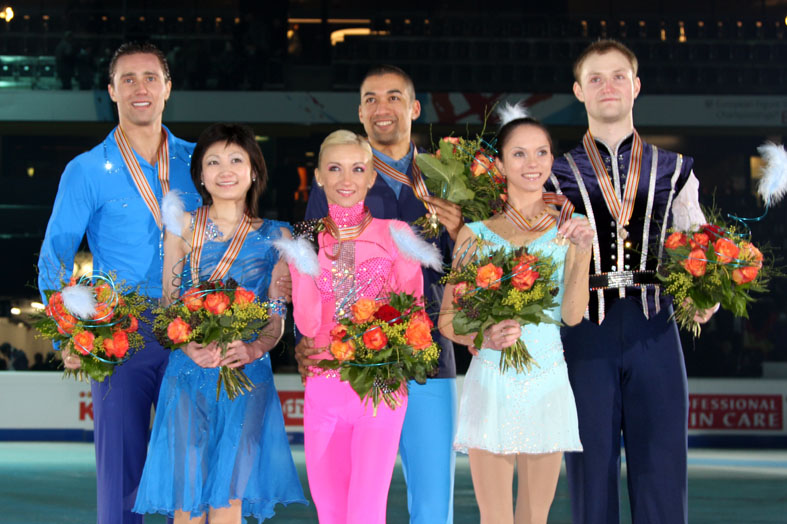
Podium des couples

| Rang    | Nom                                       | Pays        | Points | Programme court | Programme court | Programme libre | Programme libre |
| ------- | ----------------------------------------- | ----------- | ------ | --------------- | --------------- | --------------- | --------------- |
| 1       | Aljona Savchenko / Robin Szolkowy         | Allemagne   | 206.20 | 1               | 72.31           | 2               | 133.89          |
| 2       | Yuko Kavaguti / Alexandre Smirnov         | Russie      | 203.61 | 2               | 69.49           | 1               | 134.12          |
| 3       | Vera Bazarova / Yuri Larionov             | Russie      | 188.24 | 3               | 62.89           | 3               | 125.35          |
| 4       | Katarina Gerboldt / Aleksandr Enbert      | Russie      | 169.95 | 5               | 57.50           | 4               | 112.45          |
| 5       | Stefania Berton / Ondřej Hotárek          | Italie      | 164.83 | 4               | 60.08           | 5               | 104.75          |
| 6       | Maylin Hausch / Daniel Wende              | Allemagne   | 149.97 | 6               | 53.86           | 6               | 96.11           |
| 7       | Klára Kadlecová / Petr Bidař              | Tchéquie    | 139.94 | 8               | 48.45           | 7               | 91.49           |
| 8       | Stacey Kemp / David King                  | Royaume-Uni | 128.04 | 7               | 48.46           | 9               | 79.58           |
| 9       | Adeline Canac / Yannick Bonheur           | France      | 125.34 | 9               | 43.02           | 8               | 82.32           |
| 10      | Lubov Bakirova / Mikalai Kamianchuk       | Biélorussie | 120.72 | 10              | 41.51           | 10              | 79.21           |
| 11      | Katharina Gierok / Florian Just           | Allemagne   | 118.06 | 11              | 40.70           | 11              | 77.36           |
| 12      | Carolina Gillespie / Luca Demattè         | Italie      | 115.53 | 12              | 40.11           | 12              | 75.42           |
| 13      | Natalia Zabiiako / Sergei Kulbach         | Estonie     | 106.47 | 14              | 35.01           | 13              | 71.46           |
| 14      | Sally Hoolin / Jakub Šafránek             | Royaume-Uni | 104.16 | 13              | 36.41           | 14              | 67.75           |
| 15      | Stina Martini / Severin Kiefer            | Autriche    | 100.87 | 15              | 34.74           | 15              | 66.13           |
| Forfait | Danielle Montalbano / Evgeni Krasnapolski | Israël      |        | NC              | NC              | NC              | NC              |

### Danse sur glace

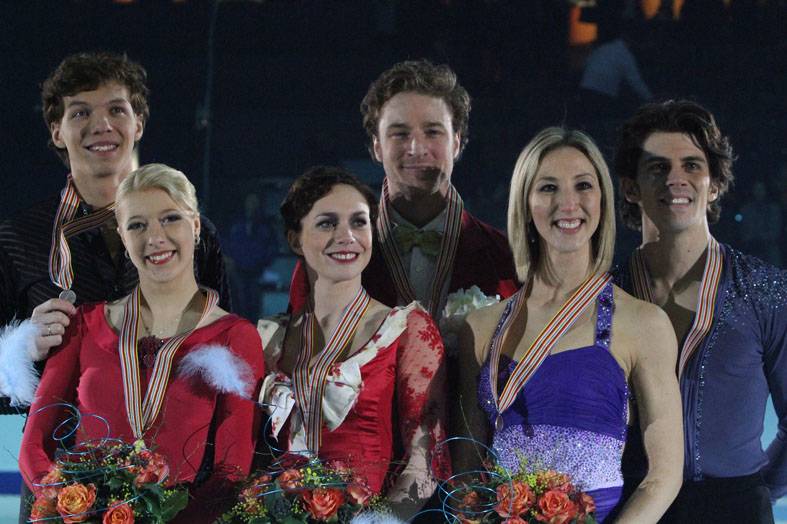
Podium de la danse sur glace

| Rang                                               | Nom                                        | Pays        | Qualifications | Qualifications | Points | Danse courte | Danse courte | Danse libre | Danse libre |
| -------------------------------------------------- | ------------------------------------------ | ----------- | -------------- | -------------- | ------ | ------------ | ------------ | ----------- | ----------- |
| 1                                                  | Nathalie Péchalat / Fabian Bourzat         | France      |                |                | 167.40 | 1            | 66.91        | 1           | 100.49      |
| 2                                                  | Ekaterina Bobrova / Dmitri Soloviev        | Russie      |                |                | 161.14 | 2            | 65.46        | 2           | 95.68       |
| 3                                                  | Sinead Kerr / John Kerr                    | Royaume-Uni |                |                | 157.49 | 3            | 62.87        | 3           | 94.62       |
| 4                                                  | Elena Ilinykh / Nikita Katsalapov          | Russie      |                |                | 153.48 | 4            | 60.93        | 4           | 92.55       |
| 5                                                  | Federica Faiella / Massimo Scali           | Italie      |                |                | 145.92 | 9            | 57.18        | 5           | 88.74       |
| 6                                                  | Ekaterina Riazanova / Ilia Tkachenko       | Russie      |                |                | 145.05 | 5            | 60.91        | 6           | 84.14       |
| 7                                                  | Nelli Zhiganshina / Alexander Gazsi        | Allemagne   | 2              | 79.27          | 140.69 | 7            | 57.82        | 7           | 82.87       |
| 8                                                  | Nóra Hoffmann / Maxim Zavozin              | Hongrie     |                |                | 140.30 | 6            | 58.00        | 8           | 82.30       |
| 9                                                  | Pernelle Carron / Lloyd Jones              | France      |                |                | 135.41 | 8            | 57.23        | 10          | 78.18       |
| 10                                                 | Lucie Myslivečková / Matěj Novák           | Tchéquie    | 1              | 80.54          | 135.35 | 10           | 54.37        | 9           | 80.98       |
| 11                                                 | Siobhan Heekin-Canedy / Alexander Shakalov | Ukraine     |                |                | 123.27 | 11           | 49.15        | 11          | 74.12       |
| 12                                                 | Isabella Tobias / Deividas Stagniūnas      | Lituanie    | 8              | 65.36          | 121.36 | 12           | 49.00        | 13          | 72.36       |
| 13                                                 | Nadezhda Frolenkova / Mikhail Kasalo       | Ukraine     |                |                | 120.86 | 13           | 47.73        | 12          | 73.13       |
| 14                                                 | Penny Coomes / Nicholas Buckland           | Royaume-Uni | 3              | 73.79          | 116.47 | 18           | 44.78        | 14          | 71.69       |
| 15                                                 | Sara Hurtado / Adrià Díaz                  | Espagne     | 5              | 67.20          | 115.81 | 17           | 44.84        | 15          | 70.97       |
| 16                                                 | Lorenza Alessandrini / Simone Vaturi       | Italie      |                |                | 115.35 | 14           | 47.69        | 18          | 67.66       |
| 17                                                 | Allison Reed / Otar Japaridze              | Géorgie     | 7              | 66.24          | 114.73 | 16           | 46.86        | 17          | 67.87       |
| 18                                                 | Federica Testa / Christopher Mior          | Italie      | 4              | 67.90          | 112.64 | 15           | 47.52        | 19          | 65.12       |
| 19                                                 | Ramona Elsener / Florian Roost             | Suisse      | 12             | 53.50          | 111.86 | 19           | 42.35        | 16          | 69.51       |
| 20                                                 | Brooke Frieling / Lionel Rumi              | Israël      |                |                | 99.63  | 20           | 41.69        | 20          | 57.94       |
| Couples de danse éliminés après la danse courte    |                                            |             |                |                |        |              |              |             |             |
| 21                                                 | Irina Shtork / Taavi Rand                  | Estonie     | 6              | 66.38          |        | 21           | 38.76        | NC          | NC          |
| Couples de danse éliminés après les qualifications |                                            |             |                |                |        |              |              |             |             |
| 22                                                 | Nikola Višňová / Lukáš Csolley             | Slovaquie   | 9              | 63.92          |        | NC           | NC           | NC          | NC          |
| 23                                                 | Kira Geil / Tobias Eisenbauer              | Australie   | 10             | 63.09          |        | NC           | NC           | NC          | NC          |
| 24                                                 | Zsuzsanna Nagy / Máté Fejes                | Hongrie     | 11             | 61.70          |        | NC           | NC           | NC          | NC          |
| 25                                                 | Lesia Valadzenkava / Vitali Vakunov        | Biélorussie | 13             | 53.41          |        | NC           | NC           | NC          | NC          |
| 26                                                 | Henna Lindholm / Ossi Kanervo              | Finlande    | 14             | 50.75          |        | NC           | NC           | NC          | NC          |
| 27                                                 | Kristina Tremasova / Dimitar Lichev        | Bulgarie    | 15             | 42.88          |        | NC           | NC           | NC          | NC          |